# Koygorou
Koygorou (auch: Koagorou, Koigorou, Koy Gourou, Koygourou) ist ein Dorf in der Stadtgemeinde Dosso in Niger.

## Geographie

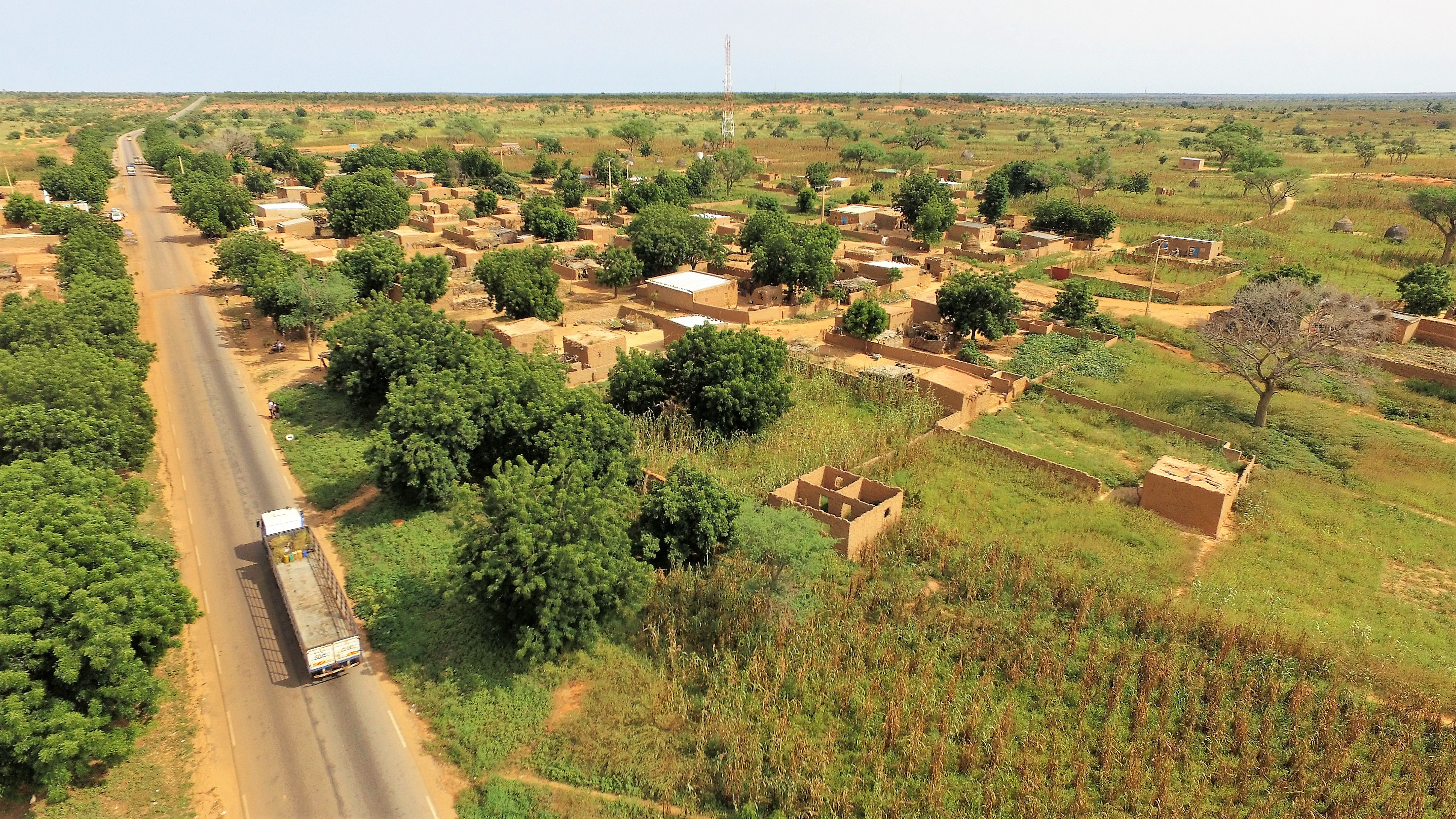
Luftaufnahme von Koygorou (2019)

Das von einem traditionellen Ortsvorsteher (chef traditionnel) geleitete Dorf befindet sich westlich des Stadtzentrums im ländlichen Gemeindegebiet von Dosso, der Hauptstadt des gleichnamigen Departements Dosso und der gleichnamigen Region Dosso. Zu den Siedlungen in der näheren Umgebung von Koy Gorou zählen N’Guidé im Nordosten, Deytégui Niandou im Osten und Takamargou im Südosten.
Koygorou ist Teil der Übergangszone zwischen Sahel und Sudan. Die durchschnittliche jährliche Niederschlagshöhe beträgt hier zwischen 500 und 600 mm. Die Siedlung liegt wie die gesamte Gemeinde im Dosso-Reservat, einem 306.500 Hektar großen Naturschutzgebiet, das 1962 als Pufferzone zum Nationalpark W eingerichtet wurde. In Koygorou wurde die Vogelart Wiesenweihe (Circus pygargus) beobachtet.

## Geschichte
Die Association internationale des maires francophones ließ im Rahmen eines von 2007 bis 2010 dauernden Entwicklungsprogramms in der Region Dosso eine kleine Trinkwasserversorgungsanlage in Koygorou errichten. Ab 2014 wurde die Bahnstrecke Niamey–Dosso mit einer Haltestelle in Koygorou angelegt. Der regelmäßige Bahnverkehr wurde nach der Eröffnung Anfang 2016 jedoch nie aufgenommen. Der staatliche Stromversorger NIGELEC schloss Koygorou 2018 an das öffentliche Stromnetz an.

## Bevölkerung

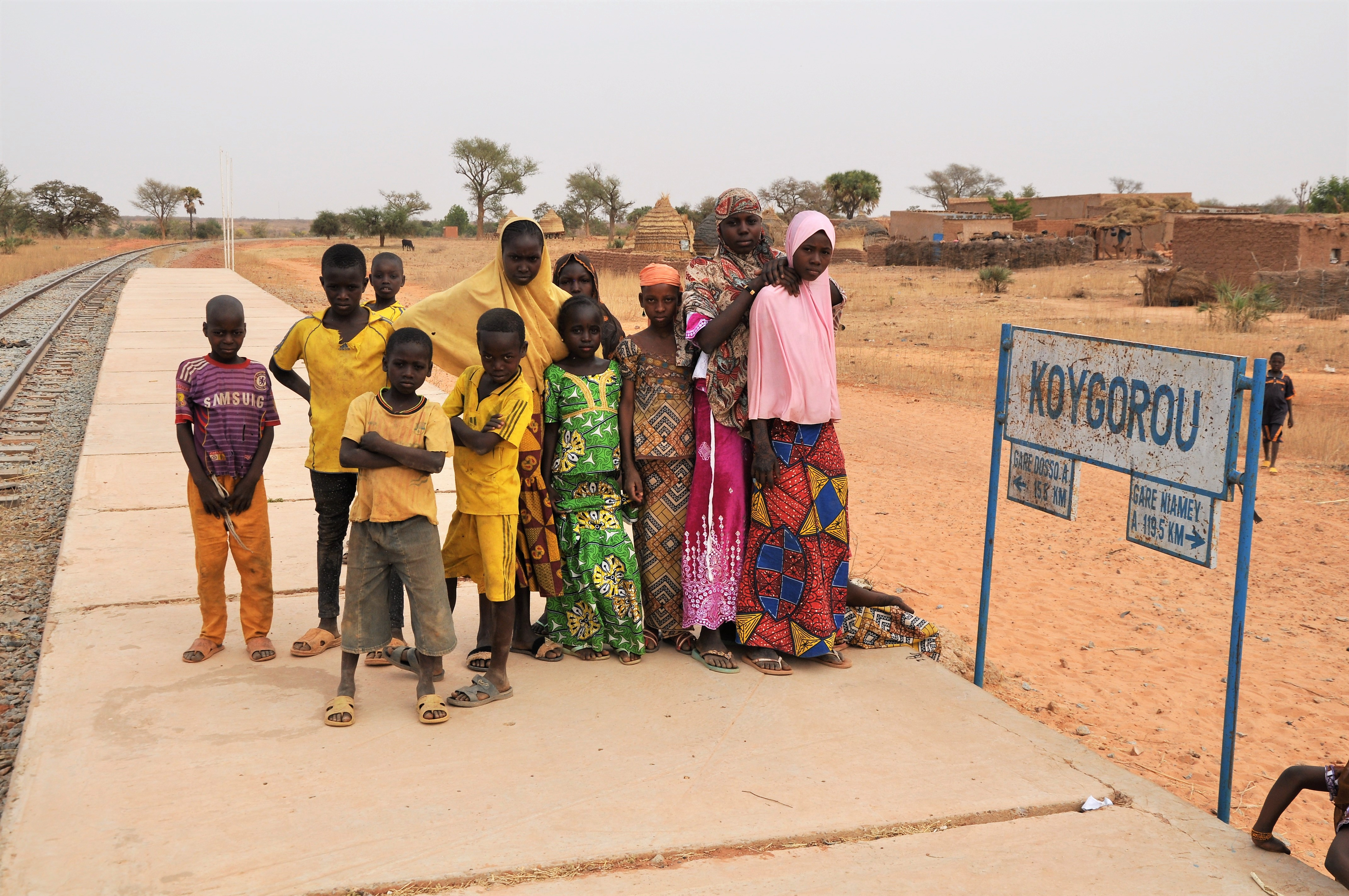
Kinder an der aufgegebenen Bahnhaltestelle Koygorou (2019)

Bei der Volkszählung 2012 hatte Koygorou 1787 Einwohner, die in 213 Haushalten lebten. Bei der Volkszählung 2001 betrug die Einwohnerzahl 1393 in 167 Haushalten und bei der Volkszählung 1988 belief sich die Einwohnerzahl auf 992 in 141 Haushalten.

## Wirtschaft und Infrastruktur
In Koygorou wird ein Markt abgehalten. Bei der Siedlung wird Sorghumhirse angebaut. Außerdem wird Saatgut für Augenbohnen produziert. Der CEG Koygorou ist eine allgemein bildende Schulen der Sekundarstufe des Typs Collège d’Enseignement Général. Durch Koygorou führt die asphaltierte Nationalstraße 1, die mit 1601,7 Kilometern längste Fernstraße Nigers.

## Persönlichkeiten
- Sido Hassane (1932–1982), Lehrer und Gewerkschafter